# Тиберий III Апсимар
Тиберий III (на гръцки: Τιβέριος Γ'; † 705) e византийски император от 698 до 705 година.

## Произход и възкачване на престола
Тиберий бил флотски офицер (друнгарий), вероятно родом от Памфилия, но е прието да се смята че имал германски произход. Истинското му име е Апсимар (на гръцки: Αψίμαρος).
След отстъплението на адмирал Йоан от Картаген към Крит през 697 година флотът въстава, сваля командващия си и избира Апсимар за негов заместник. Апсимар отплава за Контантинопол и го обсадажда. Неговото въстание привлича части от сухопътната войска и императорската гвардия (екскубиторите), а лоялните на него войници отворят вратите на града и го обявяват за император. С възкачването си Апсимар приема тронното име Тиберий и нарежда да се отреже носа на сваления император Леонтий, същото наказание, което било причинено преди това на Юстиниан II.

## Управление
Новият василевс не обръщал внимание на Африка, където Картаген бил окончателно загубен, но напада Омаядския халифат при Абд ал-Малик на изток, печелейки малки победи, докато напада Сирия през 701 година. Арабските акции през 703 и 704 година биват отблъснати от Сицилия.
Междувременно през 704 година Юстиниан II Ринотмет (гр. „носоотрязания“) бяга от изгнанието си в Херсон и успява да се върне обратно в Константинопол с помощта на българския кан Тервел. Успявайки да се промъкне тайно в града с някои свои поддръжници, Юстиниан лесно си връща управлението, арестува и екзекутира Тиберий на Хиподрума заедно с Леонтий. Малко по-късно същото наказание било нанесено на брата на Тиберий, Хераклеиос, който бил стратег на Анатолска тема.